# Rodinné sídlo
Rodinné sídlo (v britském originále Howards End) je britský dramatický film z roku 1992. Režisérem filmu je James Ivory. Hlavní role ve filmu ztvárnili Emma Thompson, Helena Bonham Carter, Vanessa Redgrave, Joseph Bennett a Prunella Scales.
Film získal ocenění na Filmovém festivalu v Cannes. Získal devět nominací na cenu Oscara, z toho tři získal.

## Obsazení
| Emma Thompson        | Margaret Schlegel |
| Helena Bonham Carter | Helen Schlegel    |
| Vanessa Redgrave     | Ruth Wilcox       |
| Joseph Bennett       | Paul Wilcox       |
| Prunella Scales      | teta Juley        |
| Adrian Ross Magenty  | Tibby Schlegel    |
| Jo Kendall           | Annie             |
| Anthony Hopkins      | Henry Wilcox      |
| Simon Callow         | učitel            |

## Ocenění
- Oscar, nejlepší ženský herecký výkon v hlavní roli - Emma Thompson
- Oscar za nejlepší adaptovaný scénář
- Oscar za nejlepší výpravu
- Zlatý glóbus za nejlepší ženský herecký výkon – film (drama) –  Emma Thompson
- BAFTA za nejlepší ženský herecký výkon – Emma Thompson
- BAFTA za nejlepší film

Film byl dále nominován na 6 Oscarů, 3 Zlaté glóbya 9 cen BAFTA. Získal dalších 25 ocenění a na 24 byl nominován. 